# 2018年美國電影學會獎
2018年美國電影學會獎（英語：American Film Institute Awards 2018）為表彰2018年年度最佳前10大電影與電視劇。

## 10大電影
- 《黑豹》
- 《黑色黨徒》
- 《八年級生》
- 《真寵》
- 《首次自新（英语：First Reformed）》
- 《幸福綠皮書》
- 《藍色比爾街的沉默》
- 《愛·滿人間》
- 《噤界》
- 《星夢情深》

## 10大影集
- 《美國諜夢》
- 《凡賽斯遇刺案：美國犯罪故事》
- 《亞特蘭大》
- 《殺手進城》
- 《絕命律師》
- 《好萊塢教父（英语：The Kominsky Method）》
- 《漫才梅索太太》
- 《姿態》
- 《繼承之戰》
- 《這就是我們》

## AFI特別獎
- 《羅馬》

## 外部連結
- 官方网站（英文）